# Двупери риби (род)
Двуперите риби (Synagrops) са род актиноптери от семейство Двупери риби (Acropomatidae).
Таксонът е описан за пръв път от Алберт Гюнтер през 1887 година.

## Видове
- Synagrops bellus
- Synagrops japonicus – Черноуста двупера риба